# Campeonato Paraguaio de Futebol de 1909
O Campeonato Paraguaio de Futebol de 1909 foi o terceiro torneio desta competição. Recebeu o nome de "Copa El Diario", referente a um jornal local.Participaram seis equipes. A competição de 1908 não foi realizada devido a um Golpe de Estado, ocorrido em julho de 1908.
| Equipe               | Cidade   | Departamento     | No ano anterior     | Estádio | Capacidade | Títulos        | Participações |
| -------------------- | -------- | ---------------- | ------------------- | ------- | ---------- | -------------- | ------------- |
| Atlántida Sport Club | Assunção | Distrito Capital | quarto/quinto lugar | --      | --         | 0 (não possui) | 2             |
| Club Guaraní         | Assunção | Distrito Capital | Campeão             | --      | --         | 2 (1906,1907 ) | 3             |
| Club Libertad        | Assunção | Distrito Capital | Terceiro Lugar      | --      | --         | 0 (não possui) | 3             |
| Club Nacional        | Assunção | Distrito Capital | quarto/quinto lugar | --      | --         | 0 (não possui) | 3             |
| Club Olimpia         | Assunção | Distrito Capital | Vice Campeão        | --      | --         | 0 (não possui) | 3             |
| Mbiguá               | Assunção | Distrito Capital | Estreante           | --      | --         | 0 (não possui) | 1             |

## Premiação
| Campeonato Paraguaio 1909 Primeira Divisão |
| Assunção                                   |
| ------------------------------------------ |
| Club Nacional Campeão (1º título)          |